# Óscar Pammo Rodríguez
Óscar Jaime Pammo Rodríguez (* 14. Dezember 1934 in La Paz, Bolivien) ist ein bolivianischer Konteradmiral im Ruhestand.
Von 1978 bis 1979 war er Minister für Industrie, Handel und Tourismus in der Regierung von David Padilla, Admiral der bolivianischen Marine und Direktor der Marine-Militärschule. Vom 4. August bis 4. September 1981 bildete er mit Celso Torrelio Villa (Heer) und Waldo Bernal Pereira (Luftwaffe) die regierende Junta von Bolivien, welche die Regierung von Luis García Meza Tejada abgelöst hatte. Von 4. September 1981 bis 19. Juli 1982 leitete Celso Torrelio Villa allein die Exekutive.
Nachdem die Streitkräfte Boliviens den Staat in eine institutionelle und wirtschaftliche Krise manövriert hatten, trat Celso Torrelio Villa von diesem Amt zurück und vom 19. und 21. Juli 1982 regierte eine Junta aus Óscar Pammo (Marine) Natalio Morales Mosquera (Luftwaffe) und Ángel Mariscal Gómez (Heer). Diese Junta gab die Leitung der Exekutive an Guido Vildoso Calderón, welcher vom 21. Juli bis zum 10. Oktober 1982 durch Wahlen eine legale Regierung organisierte und damit die Verfassungskrise beendete.
Óscar Jaime Pammo Rodríguez ist der Sohn von Mercedes Rodríguez und Ricardo J. Pammo A. Er ist verheiratet mit Martha del Rosario Velarde Vargas ihre Kinder sind Martha, Oscar und Ricardo Jorge.
Dem Dokumentarfilmer Marcel Ophüls demonstrierte Óscar Jaime Pammo Rodríguez in dessen Film Hôtel Terminus: Zeit und Leben des Klaus Barbie einen Konteradmiral eines Binnenlandes.